# Distretto di Zhifu
Il distretto di Zhifu (芝罘区S, Zhīfú QūP) è un distretto della Cina, situato nella provincia dello Shandong e amministrato dalla prefettura di Yantai.